# Парадайс (Невада)
Па́радайс (англ. Paradise — «рай») — неинкорпорированный город в округе Кларк в штате Невада, США. Прилегает на юге к городу Лас-Вегас. Население в 2020 году составило 191 238 жителей.
На территории Парадайс расположены международный аэропорт Лас-Вегаса, Невадский университет в Лас-Вегасе и практически весь (от улицы Сансет на юге до Дезерт Инн на севере) Лас-Вегас-Стрип, где находятся большинство крупнейших гостиниц и казино Лас-Вегаса.
Парадайс управляется Комиссией округа Кларк с рекомендациями Консультативного совета города Парадайс. В настоящие дни на территории Парадайса расположены большинство туристических достопримечательностей Лас-Вегаса. Несмотря на свою независимость от Лас-Вегаса название неинкорпорированного города Парадайс остаётся малоизвестным.

## История
В 1950 году, мэр Лас-Вегаса Эрни Крэйгин, намерился увеличить приток налогов в казну для уплаты растущего городского долга и финансирования новых строительных проектов. Он решил сделать это за счёт присоединения неинкорпорированной территории Лас-Вегас-Стрип, расположенной к югу от города. Группа управляющих казино Стрипа воспротивилась этому и пролоббировала комиссаров округа Кларк о присуждении особого статуса этой территории, который бы препятствовал администрации города Лас-Вегас включать территорию в свой состав. Комиссары приняли соглашение и в итоге 8 декабря 1950 года был основан Парадайс. В 1951-52 годах Парадайс был разделён на Парадайс-А на севере и Парадайс-Б на юге. В 1953 году Парадайс-А был переименован в Уинчестер, а Парадайс-Б оставил название Парадайс.

## Демография
| Год переписи | Нас.   |  | %±     |
| ------------ | ------ |  | ------ |
| 1970         | 24477  |  | —      |
| 1980         | 84818  |  | 246,5% |
| 1990         | 124682 |  | 47%    |
| 2000         | 186070 |  | 49,2%  |
| 2010         | 223167 |  | 19,9%  |
| 2020         | 191238 |  | −14,3% |
| 1970–2020    |        |  |        |

Расовый состав города на 2000 год: 72,51 % белых, 6,59 % афроамериканцев, 0,77 % коренных американцев (индейцев), 6,52 % азиатов, 0,59 % тихоокеанцев, 8,37 % других рас, и 4,65 % людей, причисляющих себя к двум или более расам. 23,47 % населения — латиноамериканцы, независимо от расы.
Медианный доход домохозяйств в городе — $39 376, семей — $46 578. Средний доход у мужчин $31 412, у женщин $25 898. Доход на душу населения $21 258. 11,8 % населения и 8,1 % семей находятся ниже черты бедности. Из всех людей живущих в бедности, 15,3 % моложе 18 лет, и 7,6 % в возрасте 65 лет и старше.
Среди 77 209 домохозяйств, в 24,6 % есть дети моложе 18 лет; 39,7 % состоят из супружеских пар, живущих вместе; в 10,5 % глава домохозяйства — женщина без мужа; 43,9 % домохозяйств — не семьи. 31,9 % всех домохозяйств состоят из самостоятельных личностей, и в 7,5 % живёт один человек возрастом 65 лет или старше. Средний размер домохозяйства 2,39, а средний размер семьи 3,04 человека.
По возрасту, население города разбивается следующим образом: 21,2 % моложе 18 лет, 10,8 % от 18 до 24, 33,3 % от 25 до 44, 23,6 % от 45 до 64, и 11,1 % возрастом 65 лет и старше. Медианный возраст 35 лет. На каждые 100 женщин приходится 109,1 мужчин. На каждые 100 женщин возрастом 18 лет и больше, приходится 110,0 мужчин.